# Silvio Dal Cin

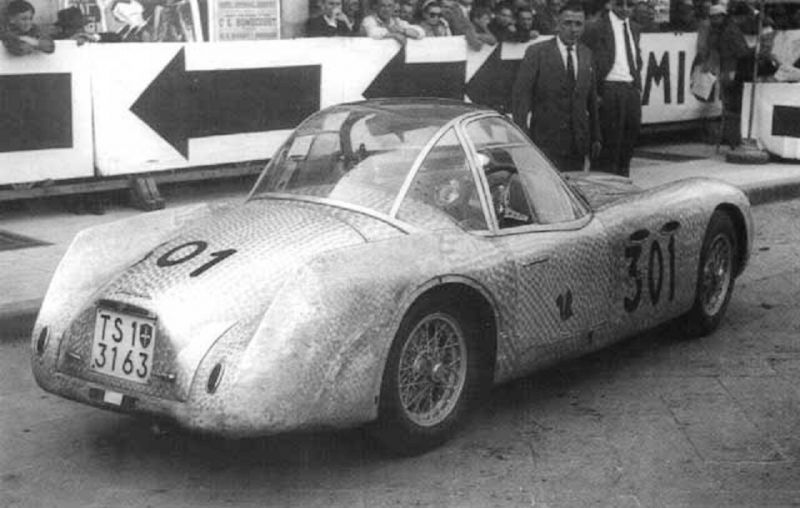
Der von Silvio Dal Cin bei der Mille Miglia 1952 gefahrene Cisitalia 202 SMM Nuvolari Spyder

Silvio Dal Cin (* unbekannt; † 3. Mai 1954 in Ghedi) war ein italienischer Autorennfahrer.

## Karriere als Rennfahrer
Silvio Dal Cin verunglückte 1954 bei einer Motorsportveranstaltung, nach dem Rennen tödlich. Dal Cin startete gemeinsam mit Ferdinando Mancini auf einem Maserati A6GCS bei der Mille Miglia 1954. Das Duo wechselte sich am Steuer des Maserati ab, der auf der Rückfahrt von Rom nach einem Reifenschaden ausfiel. Der Wagen fiel aus der Wertung und wurde nach der Reparatur der Felge von Mancini auf der Wertungsstrecke zurück nach Brescia gesteuert. Aus bis heute ungeklärter Ursache verlor Mancini bei hohem Tempo in der Stadt Ghedi die Kontrolle über den Maserati. Dabei wurde ein Fußgänger – der Mann war Delikatessenhändler in Ghedi – überfahren und Dal Cin aus dem Wagen geschleudert. Während der Fußgänger auf der Stelle tot war, erlag Dal Cin am Tag darauf seinen schweren Verletzungen in einem Krankenhaus.
Silvio Dal Cin war in den frühen 1950er-Jahren im Sportwagensport aktiv. Seine beste Platzierung war der zweite Gesamtrang mit Partner Guido Mancini beim 12-Stunden-Rennen von Pescara 1953.

## Statistik

### Einzelergebnisse in der Sportwagen-Weltmeisterschaft
| Saison | Team | Rennwagen      | 1   | 2   | 3   | 4   | 5   | 6   |
| ------ | ---- | -------------- | --- | --- | --- | --- | --- | --- |
| 1954   |      | Maserati A6GCS | BUA | SEB | MIM | LEM | RTT | CAP |
| 1954   |      | Maserati A6GCS | DNF |     |     |     |     |     |